# Szilágycseres
Szilágycseres település Romániában, Szilágy megyében.

## Fekvése
Szilágysomlyótól délnyugatra, Felsőkaznacs és Halmosd közt fekvő település.

## Története
Szilágycseres nevét 1477-ben említették először Cserese néven, 1479-ben Cherese, 1646-ban Cheresse, 1720-ban Cseresse módon, 1913-ban Szilágycseresnek írták.
1477-ben Ippi János birtoka volt, aki itteni birtokrészét Borzási Györgynek zálogosította el, de 1479-ben az Ippiek visszafoglalták a Borzásiaktól.
1588-ban azok közt a falvak közt szerepelt, melyeket Báthory Zsigmond fejedelem Ippi Lászlónak ajándékozott.
1646-ban a birtok örökösök nélkül maradt, ekkor Váradi Virginnas Istvánt iktatták be, de ez ellen Losonczi Bánffy Zsigmond tiltakozott ellene.
1720-ban már csak mint művelés alatt álló puszta volt. Később a kincstáré lett. 1795-ben Cserei Farkas udvari tanácsos kapta meg.
1806-ban az összeíráskor a gróf Bánffy, Décsei, Fodor, Bideskúti, Egri, Balog, Jánki, Válly, Fogarasi, Szentmarjai, Tisza és Nagy birtokos nemes családok birtoka volt.
1890-ben 329 lakosa volt, ebből 9 német, 1 szlovák, 303 román, 16 egyéb nyelvű volt. Ebből 1 római katolikus, 319 görögkatolikus, 9 izraelita. A házak száma 70 volt.
1910-ben 454 lakosa volt, 17 magyar, 432 román, ebből 432 görögkatolikus, 17 izraelita volt.

## Nevezetességek
- Ortodox templom